# ダーク・ホース (ジョージ・ハリスンのアルバム)
『ダーク・ホース』Dark Horse)は、1974年11月20日に発表されたジョージ・ハリスンのオリジナル・アルバムである。日本では翌年2月5日に東芝EMI（当時）からリリースされた。全米4位。

## 解説
本作は、ソロとしては最初で最後のアメリカ・ツアーに合わせて発表される予定だったが、アルバムの完成が遅れ、アメリカではツアー終了直前に発売された。「ハリズ・オン・トゥアー」「マヤ・ラヴ」「ダーク・ホース」はツアーでも演奏されている。このツアーではジョン・レノンも観客として訪れた。
「マヤ・ラヴ」「ダーク・ホース」「ファー・イースト・マン」「イット・イズ・ヒー (ジェイ・スリ・クリシュナ)」のレコーディングに参加したビリー・プレストンは、アメリカ・ツアーにも帯同。自分のヒット曲“Will It Go Round In Circles”、“Nothing From Nothing”、“Outta Space”も演奏させてもらえるという好待遇であった。
アルバム・タイトルは、A&Mを配給元としたジョージの新レーベルの名前でもある。しかし、EMIとの契約が満了していなかったため、本作と『ジョージ・ハリスン帝国』は、引き続きEMI/アップルから発売された。
多忙なスケジュールや私生活上でのトラブルがあったためか、このアルバムでのジョージの声は荒れてしゃがれており、他のアルバムと比べても別人のようである。
本作の完成前に妻パティと別居する（法的な離婚は1977年）が、オリヴィア・トリニダード・アライアス（後に2人目の妻となる）と出会う。
「バイ・バイ・ラヴ」はエヴァリー・ブラザーズのカヴァー。パティと別れた悲しみを反映して取り上げたと言われている。
「ダーク・ホース」は先行シングルとして発表。また、1991年の来日公演でも演奏された。
「ファー・イースト・マン」は、共作者のロン・ウッドのアルバム『I've Got My Own Album To Do』（1974年）にも収録された。両テイクとも、ドラマーはアンディ・ニューマーク。ロンは「ディン・ドン」のレコーディングにも参加。
アメリカでは、『ビルボード』誌アルバム・チャートで最高位4位、『キャッシュボックス』誌でも、最高位第4位を記録し、1975年度年間ランキングで69位を記録。イギリスではチャート・インを果たせなかった。

## 収録曲
特記なき楽曲はジョージ・ハリスンが作詞・作曲。

### Side A
1. ハリズ・オン・トゥアー - Hari's On Tour (Express) (4:44)
2. シンプリー・シェイディ - Simply Shady (4:38)
3. ソー・サッド - So Sad (5:00)
4. バイ・バイ・ラヴ - Bye Bye Love (4:08)
(Composed by Felice Bryant/Boudleaux Bryant)
5. マヤ・ラヴ - Maya Love (4:24)

### Side B
1. ディン・ドン - Ding Dong, Ding Dong (3:40)
2. ダーク・ホース - Dark Horse (3:54)
3. ファー・イースト・マン - Far East Man (5:52)
(Composed by George Harrison/Ron Wood)
4. イット・イズ・ヒー（ジェイ・スリ・クリシュナ） - It Is "He" (Jai Sri Krishna) (4:50)

## 演奏者
- George Harrison - Vocals, Guitar
- John Guerin - Drums
- Ringo Starr - Drums
- Jim Keltner - Drums
- Andy Newmark - Drums
- Klaus Voormann - Bass
- Paul Stallworth- Bass
- Willie Weeks - Bass
- Max Bennett - Bass
- Roger Kellaway - Piano
- Nicky Hopkins - Piano
- Gary Wright - Piano
- Billy Preston - Keyboards
- Mick Jones - Guitar
- Alvin Lee - Guitar
- Ron Wood - Guitar
- Robben Ford - Guitar
- Tom Scott - Horn
- Jim Horn - Flute
- Chuck Findley - Flute
- Emil Richards - Percussion